# Czarface (album)
Czarface – debiutancki album studyjny amerykańskiej supergrupy hip-hopowej Czarface, wydany 19 lutego 2013 roku nakładem Brick Records. Płyta została w całości wyprodukowana przez DJ 7L'a, z wyjątkiem utworu "Let It Off", który wyprodukował DJ Premier. Przy produkcji kilku utworów również brał udział Spada4. Gościnnie na albumie pojawili się Roc Marciano, Oh No, Ghostface Killah, Action Bronson, Mr. Mfn Exquire, Cappadonna i Vinnie Paz.
Wydawnictwo zadebiutowało na 20. miejscu notowania Top Rap Albums, 45. miejscu Top Independent Albums oraz 34. miejscu listy Top R&B/Hip-Hop Albums. Czarface zostało wydane w limitowanej edycji na kasecie magnetofonowej, czerwonej płycie gramofonowej oraz standardowo w wersji na CD.

## Lista utworów
| #                                 | Tytuł                                        | Producent  | Sample | Czas |
| --------------------------------- | -------------------------------------------- | ---------- | --- | ---- |
| 1                                 | "Czarface Intro"                             | 7L         | | 1:16 |
| 2                                 | "Air 'Em Out"                                | 7L, Spada4 | - Gary Numan - "Films" - DJ JS-One - "Reppin' NY" | 2:41 |
| 3                                 | "Cement 3's" (feat. Roc Marciano)            | 7L, Spada4 | - Aretha Franklin - "Cry Like A Baby" - Ol' Dirty Bastard - "Shimmy Shimmy Ya" - Jurassic 5 - "Remember His Name"                                                     | 3:25 |
| 4                                 | "Czar Refaeli" (feat. Oh No)                 | 7L, Spada4 | - Q65 - "Get Out of My Life Woman" - KRS-One - "Sound of da Police"                                                                                                   | 4:00 |
| 5                                 | "Rock Beast"                                 | 7L, Spada4 | | 2:55 |
| 6                                 | "Savagely Attack" (feat. Ghostface Killah)   | 7L         | - The Generation Gap - "Family Affair" - Mobb Deep - "Shook Ones Pt. II" - Pete Rock - "Tru Master"                                                                   | 3:20 |
| 7                                 | "Marvel Team Up"                             | 7L         | | 2:27 |
| 8                                 | "It's Raw" (feat. Action Bronson)            | 7L, Spada4 | - Bar-Kays - "Street Walker" - Harry Nilsson - "Rainmaker" - Rolf Glasen - "Cool Night"                                                                               | 4:47 |
| 9                                 | "Let It Off"                                 | DJ Premier | - John Barry & His Orchestra - "Mood Two" - Tony Touch - "N.O.R.E" | 4:22 |
| 10                                | "World War 4"                                | 7L         | - Alessandro Alessandroni - "Fuga Nei Sotterranei" - The Commodores - "The Assembly Line" - George Carlin - "They're Only Words" - George Carlin - "Airport Security" | 2:51 |
| 11                                | "Dead Zone"                                  | 7L         | - The Crooklyn Dodgers - "Crooklyn" | 2:56 |
| 12                                | "Poisonous Thoughts" (feat. Mr. Mfn Exquire) | 7L         | | 4:04 |
| 13                                | "Shoguns" (feat. Cappadonna, Vinnie Paz)     | 7L         | | 4:40 |
| 14                                | "Hazmat Rap"                                 | 7L, Spada4 | - Jack Arel / Jean-Claude Petit - "Psychedelic Portrait" - Ol' Dirty Bastard - "Shimmy Shimmy Ya"                                                                     | 2:57 |
| Dodatkowe utwory (wydanie drugie) |                                              |            | |      |
| 15                                | "Rock Beast (Death Czar Remix)"              | 7L         | | 2:37 |